# Império Corásmio
O Império Corásmio ou Corasmo (em persa: خوارزمشاهیان; romaniz.: Khwārezmšhāḥīān; lit. "Reis da Corásmia") foi uma dinastia muçulmana sunita de influência persa formada por turcomanos de origem mameluca.
Dominaram o Grande Irã durante a Alta Idade Média, no período que vai de 1077 a 1231, primeiro como vassalos dos seljúcidas,[carece de fontes?] os caraquitais, e, posteriormente, como soberanos independentes, até as invasões mongóis do século XIII.
A dinastia foi fundada por Anusteguim Garchai (Anūştegin Gharachaʾī), ex-escravo dos sultões seljúcidas, que foi indicado governador da Corásmia. Seu filho Maomé I (Quṭb ad-Dīn Abū Muḥammad ibn Anūştegin) se tornou o primeiro xá hereditário da Corásmia.